# Kenoma
Kenoma (altgriechisch κένωμα „Leere, leerer Raum“) ist ein von dem Gnostiker Valentinus (2. Jahrhundert) verwendeter Begriff, der im Gegensatz zu dem von geistigen Wesenheiten erfüllten Pléroma (altgriechisch πλήρωμα „Fülle“) steht. Die Götter werden in der valentianischen Gnosis Äonen (griechisch ἀιών aiṓn „Ewigkeit“) genannt. Es sind Geistwesen, die zumeist gepaart (συζυγίαι Syzygien) auftreten. Die valentianische Schule beschreibt dreißig Äonen. Die Gesamtheit der höchsten Äonen wird Pléroma (griechisch, πλήρωμα pléroma „Fülle“) bezeichnet.
Kenoma kennzeichnet die ‚geistige Leere‘ der Welt, die auf die äußeren sinnlichen Phänomene hinweist.
In anderen gnostischen Strömungen wird hierfür der Begriff Hysterema (griech. ὑστέρημα „Mangel, Armut, Bedürftigkeit“) verwendet.